# A Lua

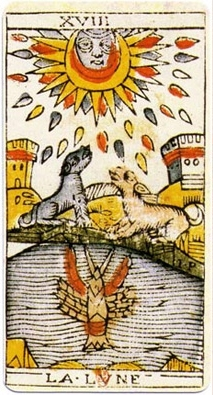
A Lua

A Lua é o 18º Arcano Maior do Tarot.

## Simbologia
A Lua parece atrair (ao contrário do Sol) dezenove manchas de cor, em forma de lágrimas. Essa direção das gotas variam com as diferentes desenhos, mesmo entre as versões clássicas.
Embaixo da Lua há dois cães e, mais atrás, duas torres. Alguns autores reconhecem um dos animais como cão e, o outro, como lobo. Em primeiro plano, um lagostim (a maioria das descrições fala em "caranguejo") encontra-se num tanque que, com suas bordas retas, parece construído; os dois cães têm a língua para fora, dando a entender que querem lamber as gotas. Do chão brotam várias plantas (ou apenas três, em algumas versões).
As duas torres parecem delimitar e proteger o espaço no qual se encontram os animais e o tanque. A Lua está ao mesmo tempo cheia e crescente; dentro desta última figuração vê-se o perfil humano. Os raios são de dois tamanhos. As dezenove lágrimas estão dispostas em forma de colar, numa fileira dupla e com a ponta para baixo.

## Mensagem
A inteligência instintiva, os ciclos vitais. Os elementos, o mundo visível, a luz refletida, as formas materiais, o simbolismo. Imaginação. Reflexão e reflexos. Aparências. Ilusões. O momento de reavaliar a direção em busca do retorno à fonte.